# Живородні акваріумні риби

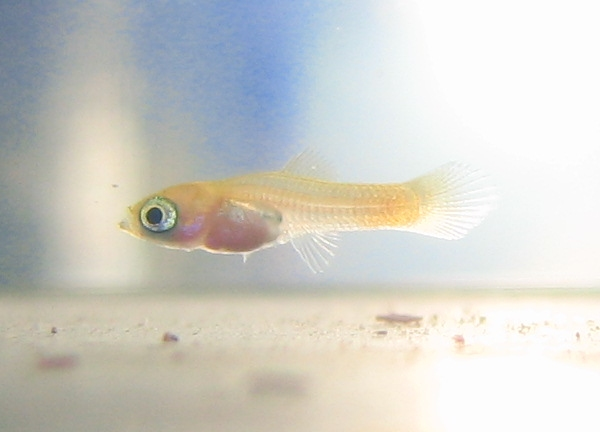
Мальок мечоносця (1 день)

Живородні акваріумні риби — акваріумні риби, які є живородними або яйцеживородними (в останньому випадку термін «живородні» у відношенні до них є, строго говорячи, помилковим), тобто народжують своїх дитинчат (мальків) живими. Оскільки новонароджені риби відносно великі, зазвичай близько 10 мм завдовжки, їм легше харчуватись, ніж малькам, що вилуплюються з ікринок, тому їх набагато легше вирощувати. Крім того, завдяки більшому розміру, вони значно менш уразливі до хижаків (серед яких можуть бути навіть їх батьки), і часто можуть плавати і ховатися від них навіть в щільно заселених резервуарах. Тому живородні риби і були першими акваріумними рибами.

## Поширені представники живородок

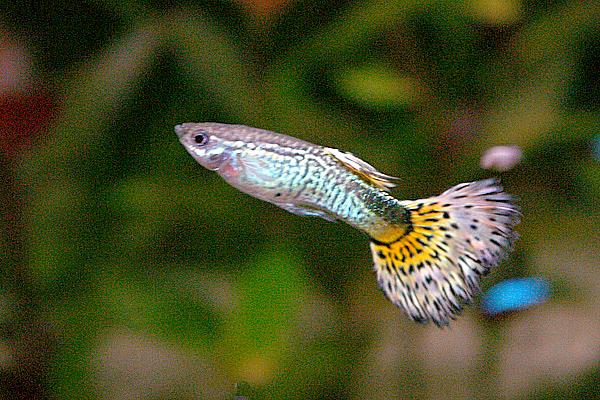
Гупі

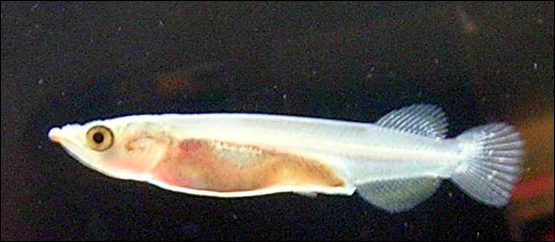
Напіврил

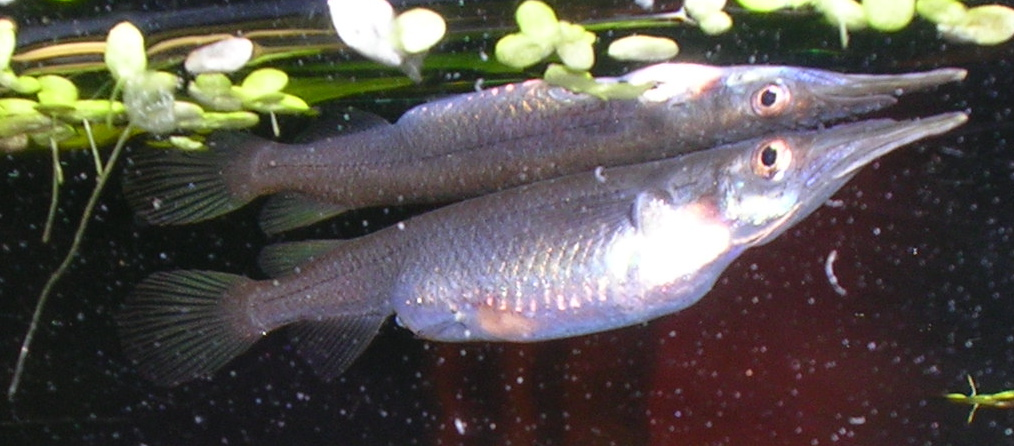
дермогеніс суматранський (Dermogenys sumatrana)

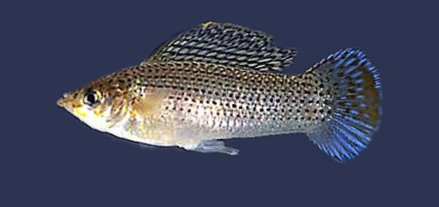
Молінезія

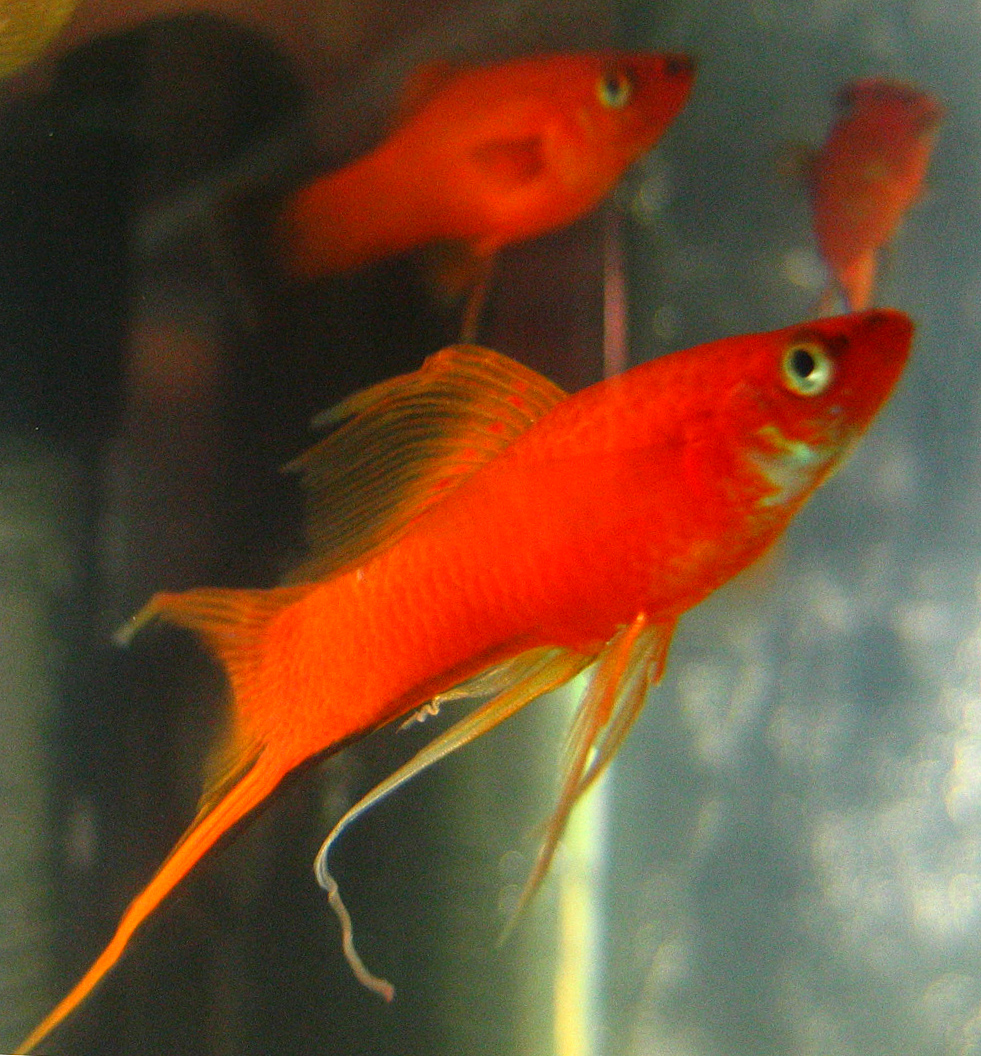
Мечоносець

Серед цих риб найпоширеніші представники родини пецилієвих (Poeciliidae):
- мечоносець зелений (лат. Xiphophorus hellerii),
- гупі (лат. Poecilia reticulata),
- молінезія (лат. Poecilia sphenops),
- гетерандія формоза (лат. Heterandria formosa)
- Ксіфофорус варіатус

з інших родин:
- ксенотоки (лат. Xenotoca eiseni),

рідше поширені: белонесокси (Belonesox aqualogo),
- чотириоки (лат. Anableps anableps),
- сулавезькі напіврили (лат. Nomorhamphus liemi) (і інші напіврили),
- дермогеніс суматранський (лат. Dermogenys sumatrana),
- гемірамфодони (лат. Hemirhamphodon).

Але серед досвідченіших акваріумістів також зустрічаються багато інших видів.

## Утримування живородок в акваріумі
Вода в акваріумі повинна бути не стара, замінювана раз на 7—10 днів, твердість — середня. Температура води 20…25 °С. Освітлення яскраве, верхнє. У таких самих умовах утримують також інших живородящих риб. На одну особину вистачає 1—2 л води, якщо це 3—4-сантиметрова живородка, і близько 3—7 л для великих мечоносців, високоплавцевих молінезій, ксеноток.
Продування води повітрям дає змогу щільніше заселити акваріум, але перенаселення допускати не можна. Краще брати більші акваріуми й населяти їх рибами різних видів, які добре уживаються між собою.
В акваріумі з живородками краще використовувати світлий ґрунт. Рослини висаджують густими заростями. Необхідно мати багато дрібнолистих рослин, особливо поблизу джерел світла. В густі зарості рослин можуть ховатися щойно народжені мальки. В природі їм сховатися легше, тому що прозорість води, де вони живуть, часто не перевищує кількох десятків сантиметрів.

Їдять живородні риби багато. Їжа різноманітна — мотиль, черв'яки, дафнії і циклопи. Рот у риб верхній, яким вони легко збирають з поверхні води комах. В акваріумі риби охоче споживають штучні корми і очищають підводні предмети від нитчастих водоростей. 

Акваріум треба регулярно чистити, воду фільтрувати, замінювати свіжою.

Для розмноження риб не потрібно ніяких особливих умов. У ксеноток, наприклад, самка виношує мальків протягом 6—8 тижнів. Ембріони розвиваються сполученими з самкою тоненькою судиною. Нерест проходить на світанку або в першій половині дня. Щоб дорослі риби не з'їли мальків, самку з повним черевцем, у якої поблизу анального плавця помітно темну трикутну пляму, заздалегідь висаджують в маленьке нерестовище з пучком дрібнолистих рослин. Воду частково освіжають, підвищують температуру на 2…З °С. Народжується 20—60 мальків завдовжки 12—14 мм. Вони одразу можуть їсти циклопів і ростуть швидко.
Родина пецилієвих об'єднує риб, у яких зародки розвиваються в ікринці в тілі самки. Молочко потрапляє до статевого органу самки по гоноподію. Гоноподій утворюють кілька злитих у трубочку променів анального плавця. Самки більші за розміром, з повнішим черевцем, забарвлені менш яскраво.

## Селекція живородок
Для багатьох живородок та легкість, з якою вони здатні утворювати нові форми забарвлення та форми тіла, плавців, стали основною причиною того, що в акваріумістів важко знайти риб з природним забарвленням.
Продуктивна селекційна робота була б неможливою без високої плідності живородящих риб. Так, доросла самка мечоносця народжує за один раз до сотні мальків, які відразу починають їсти й швидко ростуть. Молоді самки народжують по 10—20 мальків, але з кожним нерестом кількість їх зростає. Виношують потомство мечоносці та пецилії 30—35 днів, залежно від температури води.

Народжуються мальки мечоносців без певної статі й тільки згодом половина їх формується в самців, інші — в самок. Така властивість стає корисною, коли в маленькій водоймі залишається тільки дві рибки. Все одно з них виросте пара. Трапляється також, що рибка з добре помітними ознаками самки стає раптом самцем. Зміна статі буває і в інших живородок. Причиною цього можуть стати перенесене захворювання і несприятливі умови життя.

## Червона книга
Не зважаючи на те, що живородні риби набагато витриваліші, ніж інші, чисельність їх багатьох видів у природі значно зменшилася. Причина цього — господарська діяльність людини. Тому в Міжнародну Червону книгу занесено белонесоксів, ксеноток, мечоносців Андерса . Кочинський мечоносець у природних умовах уже не існує. На 1981 р. цей вид зберігався лише в акваріумі в кількості 100 особин.